# 2,2-dimetilhexano
El 2,2-dimetilhexano es un alcano de cadena ramificada con fórmula molecular C8H18.